# Relógio da passagem de Malbuisson

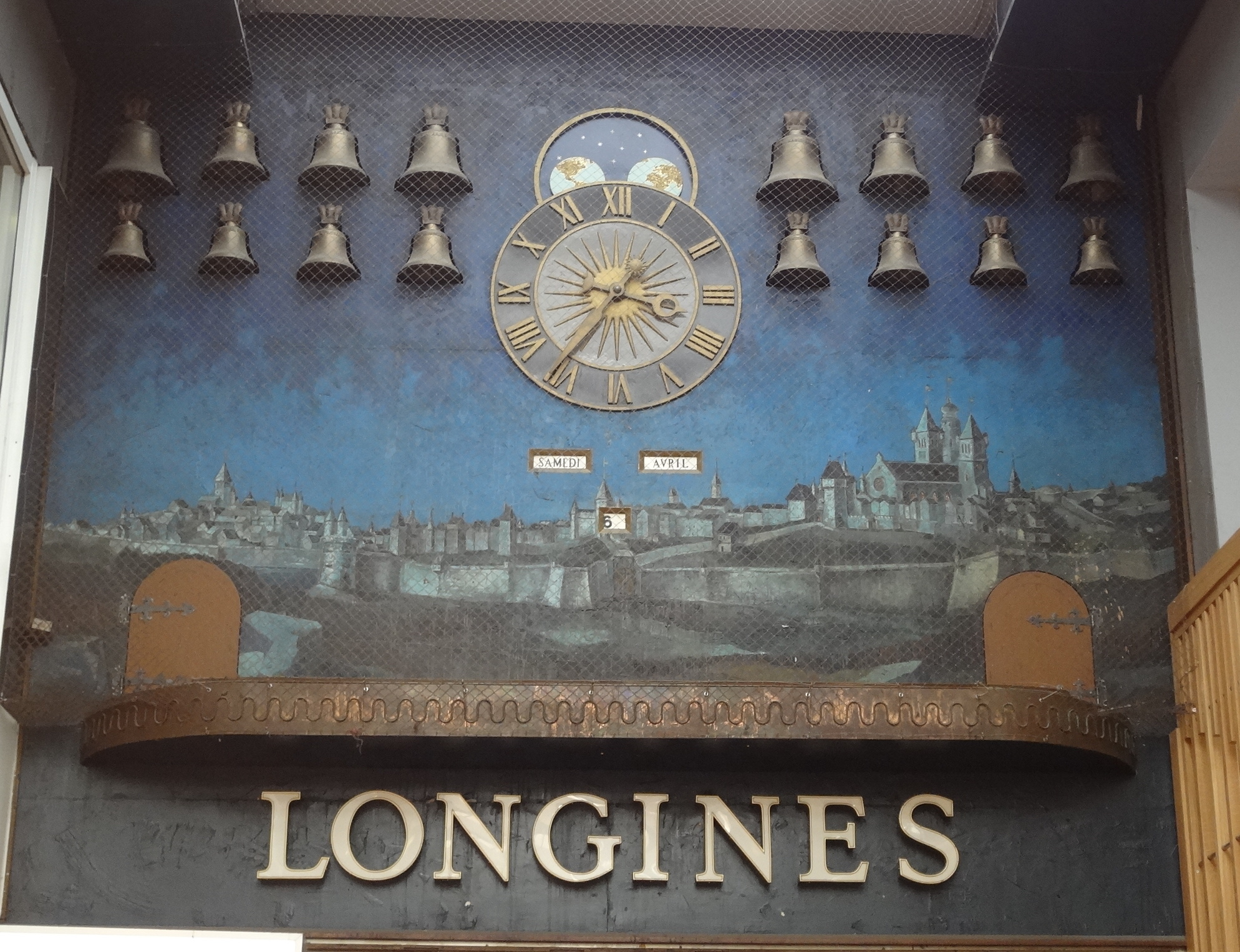

O relógio da passagem de Malbuisson, numa passagem coberta das ruas da baixa em Genebra, Suíça, que funciona desde 1962. 
Toda as hora o seu carrilhão de 16 sinos toca enquanto desfila um cortejo de 42 personagens e 13 carroças. Criação do relojoeiro Edouard Wirtha, que também escolheu o tema musical, o cortejo é inspirado na grande festa genebrina,   a Escalada  - 

## Ligações Externas
- Imagem e som do relógio  disponível em  Youtube com; F7buKNUHH_M